# Kryštof 05
Kryštof 05 (také Kryštof 5) je volací znak a všeobecně rozšířené označení vrtulníku a základny letecké záchranné služby (LZS) v Moravskoslezském kraji. LZS byla v Ostravě do provozu poprvé uvedena 1. srpna 1989. Provozovatelem vrtulníku je nestátní společnost Helikopter Air Transport (Heliair). Zdravotnickou část posádky LZS zajišťuje Zdravotnická záchranná služba Moravskoslezského kraje, piloty zajišťuje společnost Heliair.

## Historie
Zkušební provoz letecké záchranné služby byl v Ostravě poprvé zahájen 1. srpna 1989. Základna se nacházela v areálu Fakultní nemocnice Ostrava. Prvním provozovatelem byl státní podnik Slov-Air, který pro LZS nasazoval vrtulníky Mil Mi-2. K 1. lednu 1992 přebírá provoz letecké záchranné služby společnost BEL AIR, která pro LZS používá zpočátku také vrtulník Mi-2, ale později nasazuje modernější stroj Bell 206L-3 (imatrikulace OK-WIO). K další změně provozovatele dochází s příchodem roku 1993, kdy provoz LZS přebírá nestátní společnost DSA. Společnost DSA používá pro leteckou záchrannou službu do roku 1996 vrtulníky Mi-2, od tohoto data modernější stroje Eurocopter AS 355 F2 Ecureuil 2 (OK-AIB, OK-WIQ). V roce 1999 dochází k přesunu stanice letecké záchranné služby do nově vzniklého areálu integrovaného záchranného systému v Ostravě-Zábřehu. 3. února 2003 představila společnost DSA nový moderní dvoumotorový vrtulník Eurocopter EC 135 T1 (OK-DSA). Tento typ vrtulníku se u letecké záchranné služby v České republice objevil vůbec poprvé. Stroj se po příletu představil také na stanicích Kryštof 15 v Ústí nad Labem a Kryštof 18 v Liberci a natrvalo se vrátil do Ostravy, kde nahradil starší stroje Eurocopter AS 355. Od 1. dubna 2004 je na stanici letecké záchranné služby v Ostravě zaveden také noční provoz. K další změně vrtulníku dochází na počátku roku 2005, kdy společnost DSA zakoupila tři nové vrtulníky Eurocopter EC 135 T2. Po krátkém představení jsou vrtulníky trvale nasazeny na stanicích Kryštof 15 v Ústí nad Labem, Kryštof 18 v Liberci a stroj s imatrikulací OK-DSD slouží trvale v Ostravě. V srpnu 2009 je do služby uveden zcela nový vrtulník Eurocopter EC 135 T2+ s imatrikulací OK-DSE a starší stroj se přesouvá na stanici Kryštof 06 v Hradci Králové, jejíž provoz převzala společnost DSA k 1. lednu 2009. Další změna nastala 31. 12. 2016. Z nového tendru vypsaného ministerstvem zdravotnictví na další 4 roky vyšla vítězná firma Helikopter Air Transport (Heliair). Ta nasadila do provozu totožný stroj s označením OE-XVG (dříve pod označením OK-NIK na LZS Brno). Po třinácti letech tedy Ostravu opustila společnost DSA a.s. a s ní i její piloti a vrtulník OK-DSE. Ten našel nové působiště na středisku LZS v Hradci Králové, kde nahradil starší stroj. 
Od 1.1.2021 je základna obsluhována slovenskou firmou Air-Transport Europe s vtrulníkem Eurocopter EC 135 T2+ (OM-ATQ). 

## Současnost
Od roku 1999 se stanice letecké záchranné služby se nachází v areálu integrovaného záchranného systému v Ostravě-Zábřehu. Provoz stanice je nepřetržitý. 
Vrtulník Kryštof 05 zasahuje kromě Moravskoslezského kraje často také ve Zlínském kraji, který leteckou záchrannou službu neprovozuje. Akční rádius vrtulníků LZS má rozsah cca 70 km, který odpovídá doletové době zhruba 18 minut od vzletu.

## Galerie

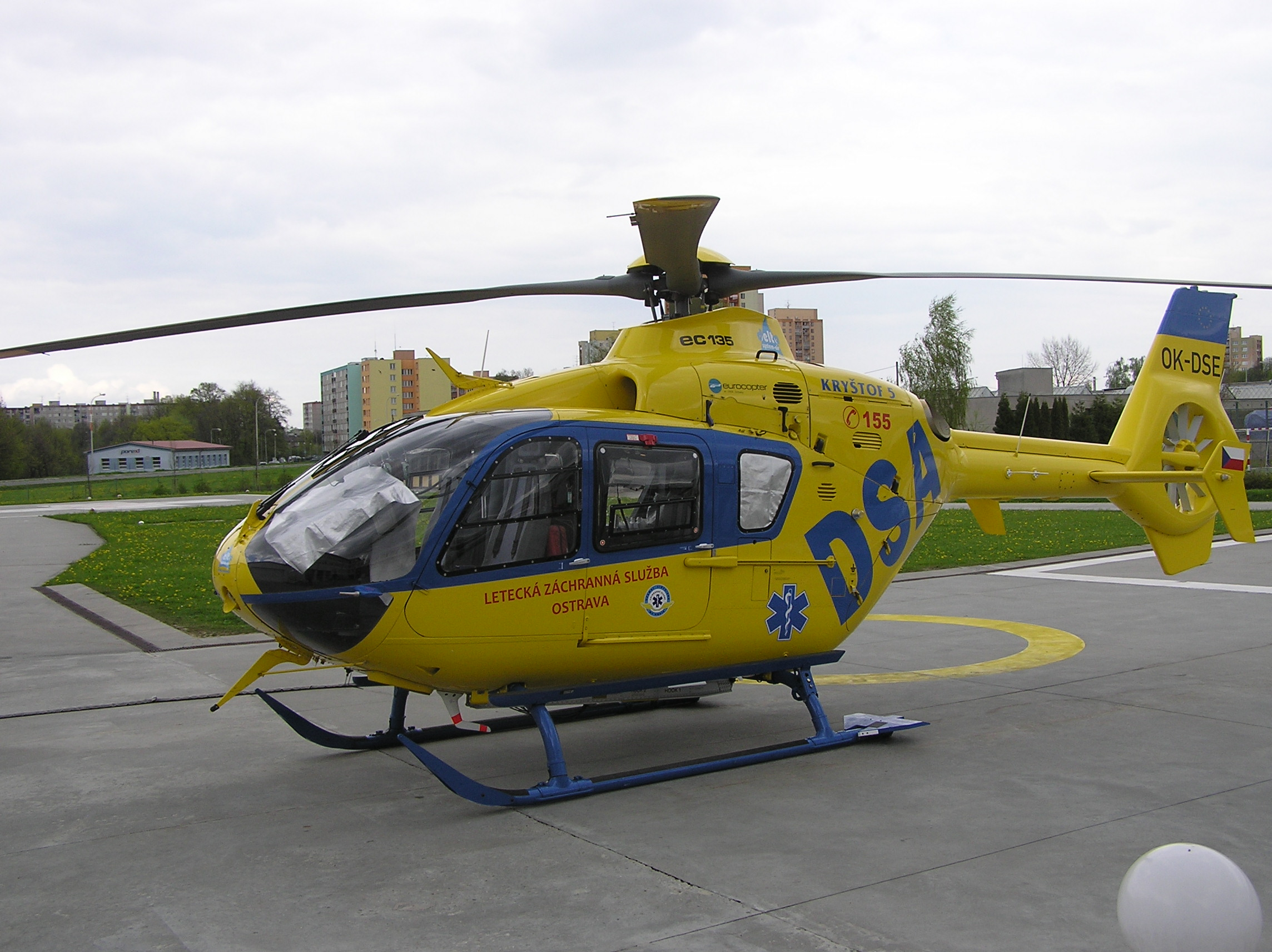
Eurocopter EC 135 T2+ s imatrikulací OK-DSE jako Kryštof 05 v letech 2009-2016
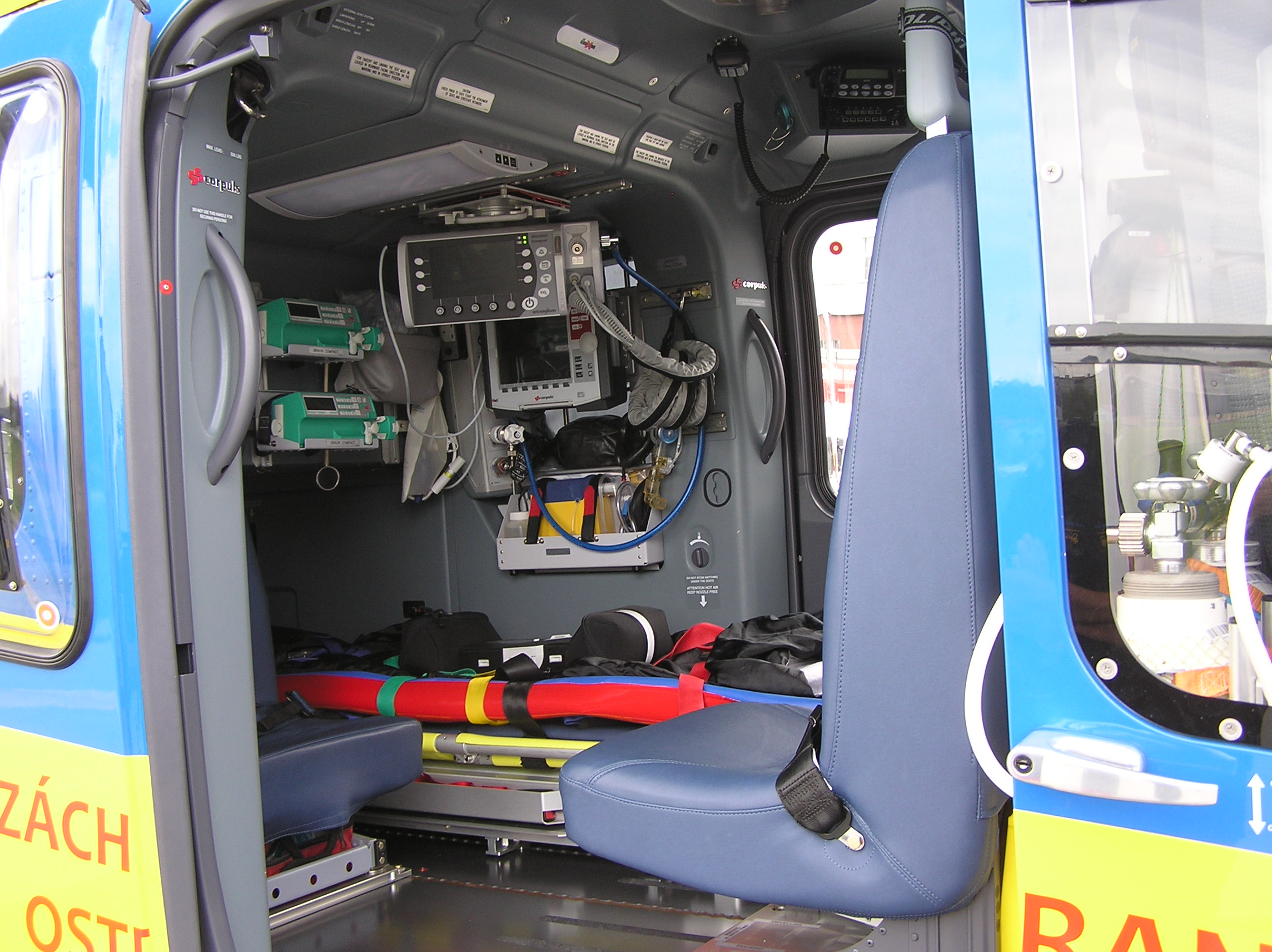
Vnitřní zástavba ostravského vrtulníku
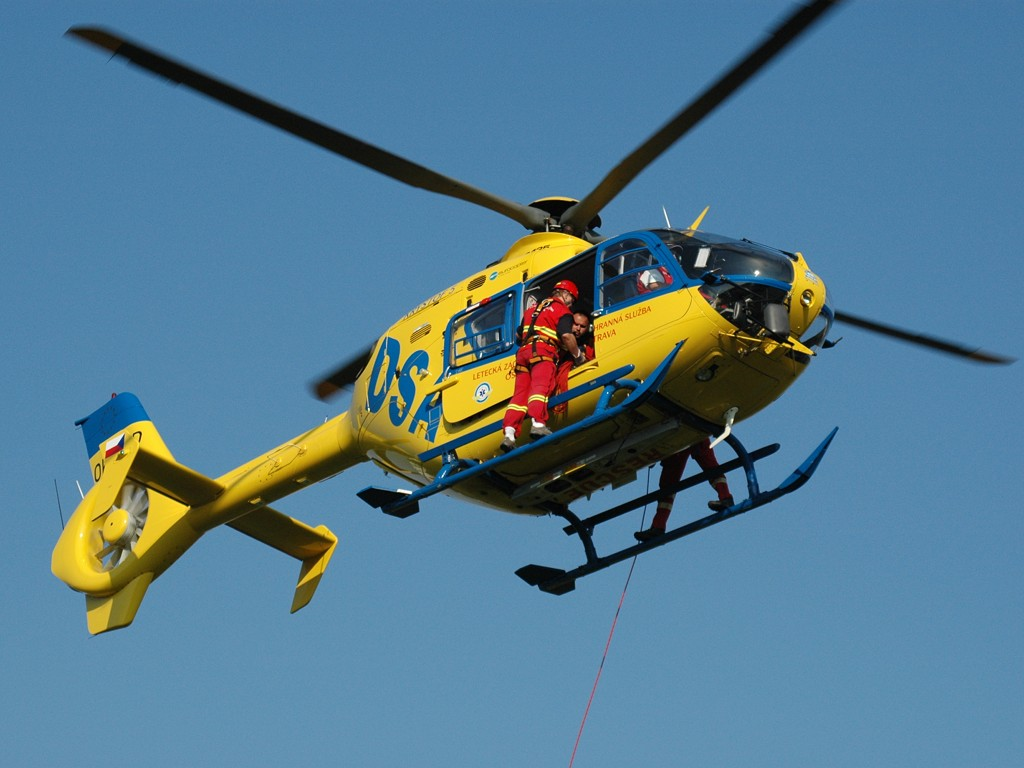
Vrtulník s imatrikulací OK-DSD sloužil v letech 2005–2009 na stanici Kryštof 05, v současné době slouží jako záložní stroj DSA.
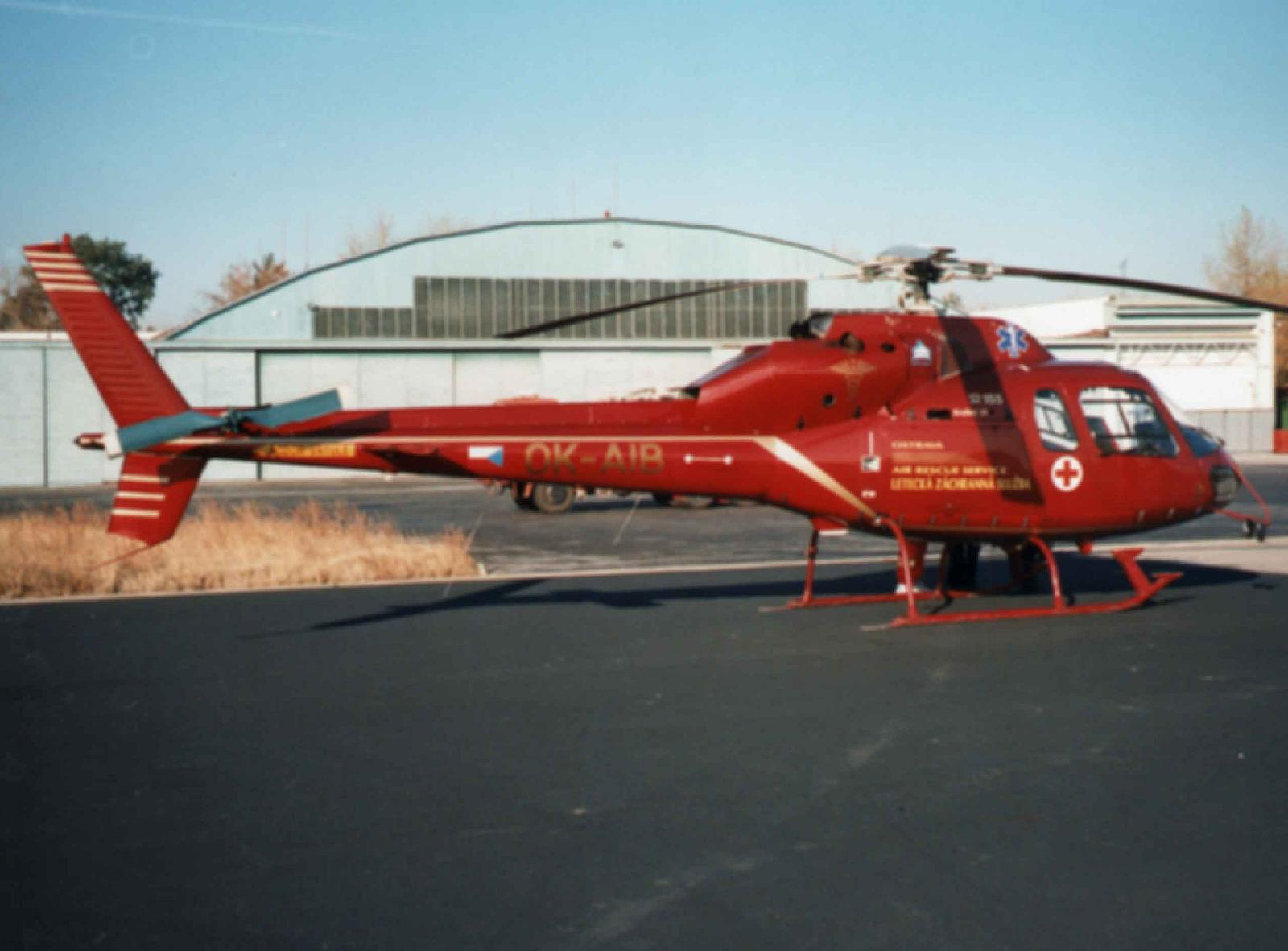
Vrtulník Eurocopter AS 355 F2 Ecureuil 2 s imatrikulací OK-AIB sloužil v 90. letech na stanici Kryštof 05
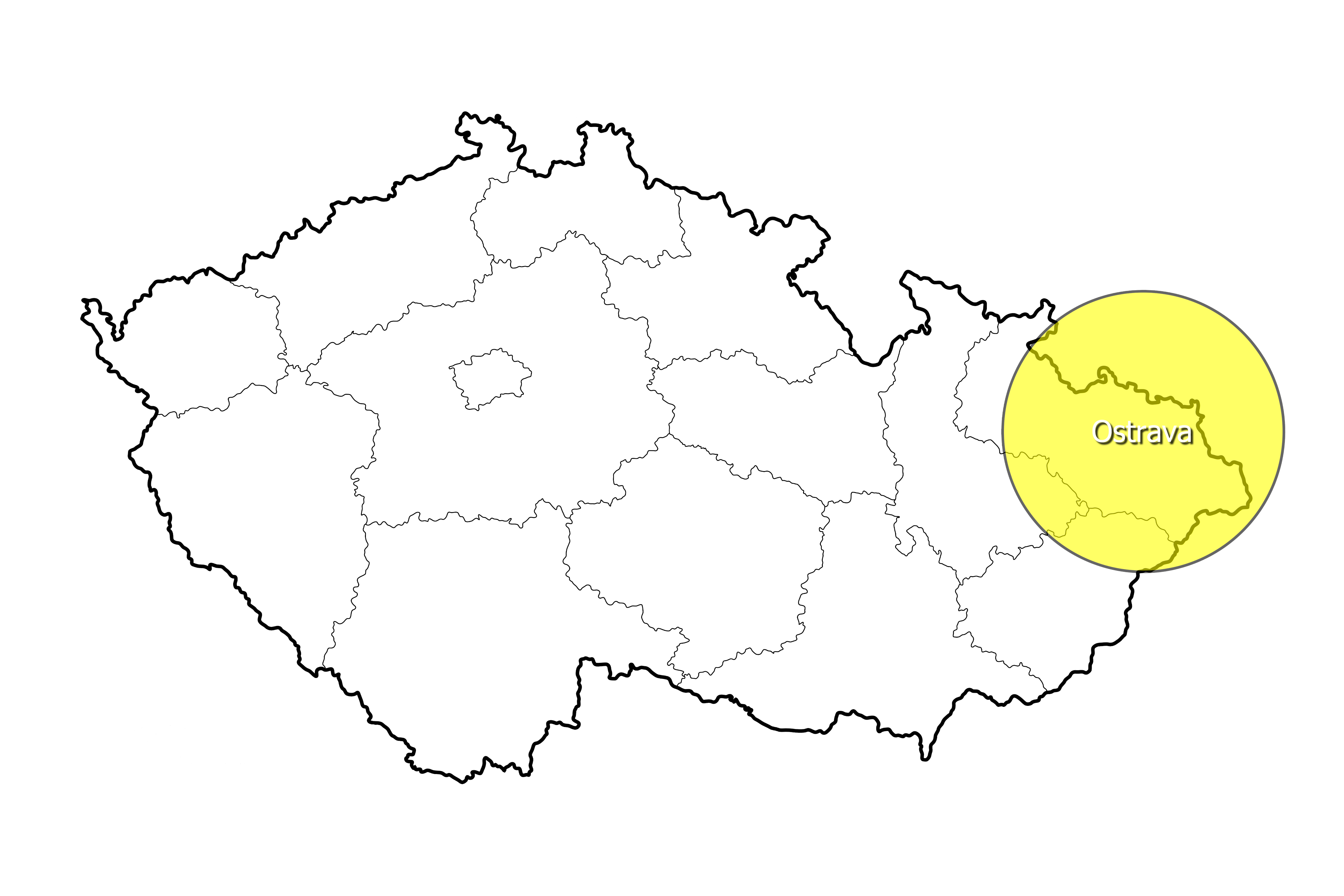
Poloha stanice a akční rádius vrtulníku Kryštof 05